# Jean-Baptiste Djebbari
Jean-Baptiste Djebbari (26 lutego 1982 w Melun, Île-de-France, Francja) jest francuskim urzędnikiem wyższego szczebla i politykiem.
3 września 2019 r. powołany na stanowisko Ministra Transportu. Poseł La Republique en Marche!, od 2017 r. jest posłem w drugim okręgu wyborczym w departamencie Haute-Vienne. W Zgromadzeniu Narodowym jest członkiem Partii Commission du Développement Durable et de l'Aménagement du territoire, w ramach której do 2019 roku pełni funkcję koordynatora grupy LREM.
Mianowany ministrem delegowanym odpowiedzialnym za transport w nowym rządzie Jean Castex (3 lipca 2020).
Jest absolwentem ENAC i École polytechnique.